# Duck Creek
Duck Creek är ett vattendrag i Algoma District i provinsen Ontario i den sydöstra delen av  Kanada, 600 km väster om huvudstaden Ottawa. Ån är cirka en kilometer lång och rinner från Duck Lake söderut till Matinenda Lake. Duck Creek mottar ett biflöde från vänster som kommer från sjön Boundary Lake.